# Berlim na década de 1920
Os felizes anos vinte foram um período vibrante na história de Berlim, Alemanha, Europa e do mundo em geral.  Após a Lei da Grande Berlim a cidade se tornou o terceiro maior município do mundo e viveu o seu apogeu como uma grande cidade do mundo. Era conhecido por seus papéis de liderança nas ciências, humanidades, música, cinema, ensino superior, governo, diplomacia, indústrias e assuntos militares.

## Cultura
A era da República de Weimar começou em meio a vários movimentos importantes nas artes plásticas. O expressionismo alemão começou antes da Primeira Guerra Mundial e continuou a ter uma forte influência ao longo da década de 1920, embora os artistas estivessem cada vez mais propensos a se posicionar em oposição às tendências expressionistas com o passar da década.
Uma cultura sofisticada e inovadora desenvolvida em Berlim e arredores, incluindo arquitetura e design altamente desenvolvidos ( Bauhaus, 1919–33), uma variedade de literatura (Döblin, Berlin Alexanderplatz, 1929), cinema (Lang, Metropolis, 1927, Dietrich, Der blaue Engel, 1930), pintura (Grosz) e música (Brecht e Weill, The Threepenny Opera, 1928), crítica (Benjamin), filosofia/psicologia (Jung) e moda. Esta cultura foi frequentemente considerada decadente e socialmente destrutiva pelos direitistas.
O cinema estava fazendo grandes avanços técnicos e artísticos durante esse período em Berlim, e deu origem ao movimento influente chamado rxpressionismo alemão. "Talkies", os filmes sonoros, também estavam se tornando mais populares entre o público em geral em toda a Europa, e Berlim estava produzindo muitos deles.
As chamadas artes místicas também experimentaram um renascimento durante este período em Berlim, com a astrologia, o ocultismo e as religiões esotéricas e práticas religiosas fora do comum se tornando mais convencionais e aceitáveis para as massas à medida que ingressavam na cultura popular.
Berlim na década de 1920 também provou ser um paraíso para escritores ingleses como W. H. Auden, Stephen Spender e Christopher Isherwood, que escreveram uma série de 'romances berlinenses', inspirando a peça I Am a Camera, que mais tarde foi adaptada para um musical, Cabaret, e um filme vencedor do Oscar de mesmo nome. O romance semi-autobiográfico de Spender, The Temple, evoca a atitude e a atmosfera da época.

## Ciência
A Universidade de Berlim (hoje Universidade Humboldt de Berlim) tornou-se um importante centro intelectual na Alemanha, na Europa e no mundo. As ciências foram especialmente favorecidas — de 1914 a 1933.
Albert Einstein ganhou destaque público durante seus anos em Berlim, recebendo o Prêmio Nobel de Física em 1921. Ele atuou como diretor do Instituto de Física Kaiser Wilhelm em Berlim, saindo apenas depois que o Partido Nazista anti-semita subiu ao poder.
O médico Magnus Hirschfeld fundou o Institut für Sexualwissenschaft (Instituto de Sexologia) em 1919, que permaneceu aberto até 1933. Hirschfeld acreditava que uma compreensão da homossexualidade poderia ser alcançada por meio da ciência. Hirschfeld foi um defensor vocal dos direitos legais homossexuais, bissexuais e transgêneros, solicitando repetidamente ao parlamento mudanças legais. Seu instituto também incluía um museu.

## Brigas de rua
Politicamente, Berlim era vista como um baluarte da esquerda, com os nazistas chamando-a de "a cidade mais vermelha [na Europa] depois de Moscou". O propagandista nazista Joseph Goebbels tornou-se o "Gauleiter" de seu partido para Berlim no outono de 1926 e estava no comando apenas uma semana antes de organizar uma marcha por uma área simpatizante dos comunistas que se transformou em um motim de rua. Os comunistas, que adotaram o lema "Vença os fascistas onde quer que os encontre!" tinha sua própria organização paramilitar chamada Roter Frontkämpferbund para lutar contra os nazistas Sturmabteilung (SA). Em fevereiro de 1927, os nazistas realizaram uma reunião na fortaleza "Vermelha" de Wedding que se transformou em uma briga violenta. "Copos de cerveja, cadeiras e mesas voaram pelo corredor, e pessoas gravemente feridas ficaram cobertas de sangue no chão. Apesar dos ferimentos, foi um triunfo para Goebbels, cujos seguidores espancaram cerca de 200 comunistas e os expulsaram do salão."

## Infraestrutura e industrialização
O governo começou a imprimir enormes quantias em dinheiro para pagar indenizações ; isso causou uma inflação impressionante que destruiu as poupanças da classe média. No entanto, a expansão econômica foi retomada após meados da década, auxiliada por empréstimos dos EUA. Foi então que a cultura floresceu especialmente.
O apogeu de Berlim começou em meados da década de 1920, quando era a cidade mais industrializada do continente. O Aeroporto de Tempelhof foi inaugurado em 1923 e iniciou-se a eletrificação S-Bahn de 1924 em diante. Berlim também era o segundo maior porto interior da Alemanha; toda essa infraestrutura foi necessária para transportar e alimentar os mais de 4 milhões de berlinenses ao longo da década de 1920. 

## Arquitetura e planejamento urbano

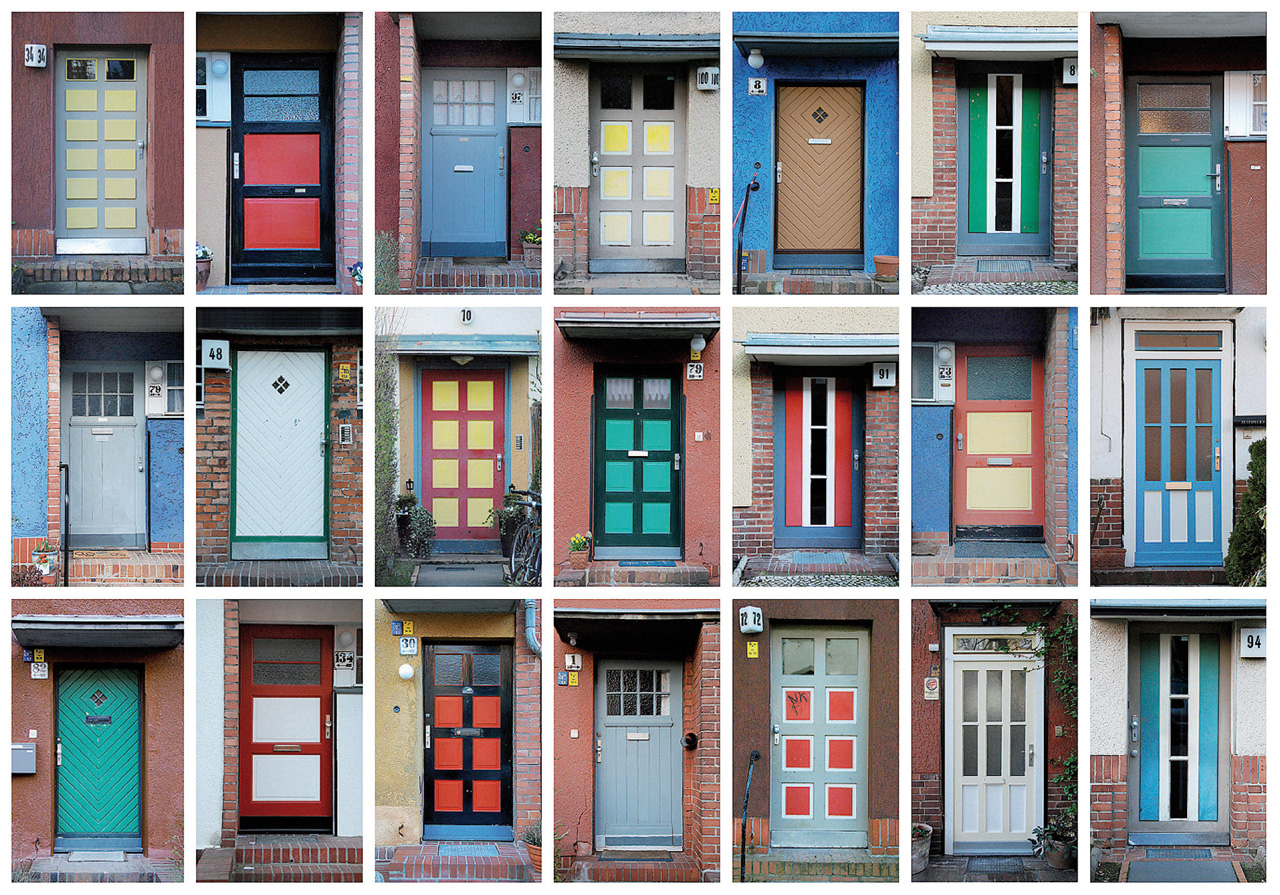
Variações de cores de portas e entradas no Hufeisensiedlung (1925-1933)

Durante o período entreguerras, uma arquitetura de alta qualidade foi construída em grande escala em Berlim para amplas camadas da população, incluindo as pessoas mais pobres. Em particular, os conjuntos habitacionais do Modernismo de Berlim construídos antes do início do Nacional-Socialismo estabeleceram padrões em todo o mundo e, portanto, foram adicionados à lista de patrimônio mundial da UNESCO em 2008.
Como resultado da situação economicamente difícil durante a República de Weimar, a construção de moradias, que até então havia sido financiada principalmente por privados e com fins lucrativos, se viu em um beco sem saída. A inflação estava aumentando e, para os cidadãos de baixa renda, moradias decentes estavam se tornando cada vez mais inacessíveis.
Consequentemente, a busca foi para encontrar novos modelos para construção de moradias iniciadas pelo estado, que pudessem então ser implementadas com paixão a partir de 1920, após a criação da Grande Berlim e a reforma do governo local e regional que a acompanhou. Os requisitos para o tipo de apartamentos a serem construídos e as instalações que deveriam ter foram claramente definidos, e a cidade foi dividida em diferentes zonas de construção. Seguindo algumas ideias básicas do movimento da cidade-jardim, foram planejados conjuntos habitacionais de dois a três andares que estavam bem integrados na paisagem dos subúrbios da cidade. O primeiro grande imóvel desse tipo com mais de 2.000 unidades residenciais foi o chamado Hufeisensiedlung (Horseshoe Estate), projetado por Bruno Taut em Berlim, que introduziu um novo tipo de habitação de alta qualidade e se tornou um exemplo proeminente para o uso de cores em arquitetura.

## Reputação por decadência
A prostituição cresceu em Berlim e em outras áreas da Europa devastadas pela Primeira Guerra Mundial. Esse meio de sobrevivência para mulheres desesperadas, e às vezes homens, se normalizou até certo ponto na década de 1920. Durante a guerra, doenças venéreas como a sífilis e a gonorreia se espalharam a uma taxa que mereceu a atenção do governo. Os soldados no front contraíram essas doenças de prostitutas, de modo que o exército alemão respondeu concedendo aprovação a certos bordéis que eram inspecionados por seus próprios médicos, e os soldados recebiam cadernetas de cupons racionados para serviços sexuais nesses estabelecimentos. O comportamento homossexual também foi documentado entre os soldados no front. Os soldados que voltaram a Berlim no final da guerra tiveram uma atitude em relação ao seu próprio comportamento sexual diferente da que tinham alguns anos antes. A prostituição era desaprovada por parte dos berlinenses, mas continuou a ponto de se enraizar na economia e na cultura subterrâneas da cidade.
O crime em geral se desenvolveu paralelamente à prostituição na cidade, começando como pequenos furtos e outros crimes ligados à necessidade de sobrevivência após a guerra. Berlim acabou adquirindo a reputação de centro do tráfico de drogas (cocaína, heroína, tranquilizantes) e do mercado negro. A polícia identificou 62 gangues do crime organizado em Berlim, chamadas Ringvereine. O público alemão também ficou fascinado com relatos de homicídios, especialmente "assassinatos por luxúria" ou Lustmord. Os editores atenderam a essa demanda com romances criminais baratos chamados Krimi, que, como o filme noir da época (como o clássico M.), exploravam métodos de detecção científica e análise psicossexual.
Além da nova tolerância para comportamentos que ainda eram tecnicamente ilegais e vistos por grande parte da sociedade como imorais, houve outros desenvolvimentos na cultura de Berlim que chocaram muitos visitantes da cidade. Os caçadores de emoção vinham à cidade em busca de aventura, e os livreiros venderam muitas edições de guias para os locais de entretenimento noturno erótico de Berlim. Havia cerca de 500 estabelecimentos desse tipo, que incluíam um grande número de locais homossexuais para homens e lésbicas; às vezes eram admitidas travestis de um ou de ambos os sexos, caso contrário, havia pelo menos 5 estabelecimentos conhecidos exclusivamente para clientela de travestis. Havia também vários locais de nudismo. Berlim também tinha um museu da sexualidade durante o período de Weimar, no Instituto de Sexologia do Dr. Magnus Hirschfeld . Quase todos foram fechados quando o regime nazista se tornou uma ditadura em 1933.

Artistas em Berlim se fundiram com a cultura underground da cidade conforme as fronteiras entre o cabaré e o teatro legítimo se confundiam. Anita Berber, dançarina e atriz, tornou-se famosa em toda a cidade e além por suas performances eróticas (assim como seu vício em cocaína e comportamento errático). Ela foi pintada por Otto Dix e socializada nos mesmos círculos de Klaus Mann.

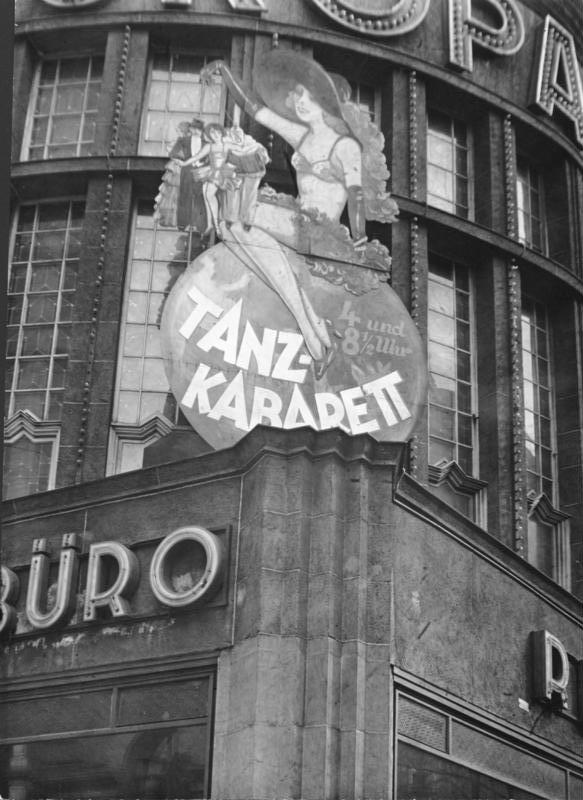
The Europahaus, um das centenas de cabarés em Berlim, 1931.
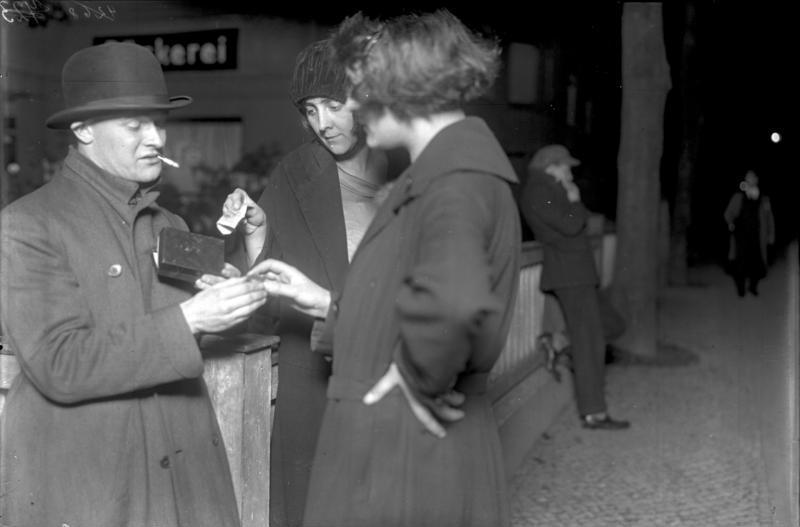
Prostitutas compram cápsulas de cocaína de um traficante de drogas em Berlim em 1930. As cápsulas eram vendidas por 5 marcos cada.
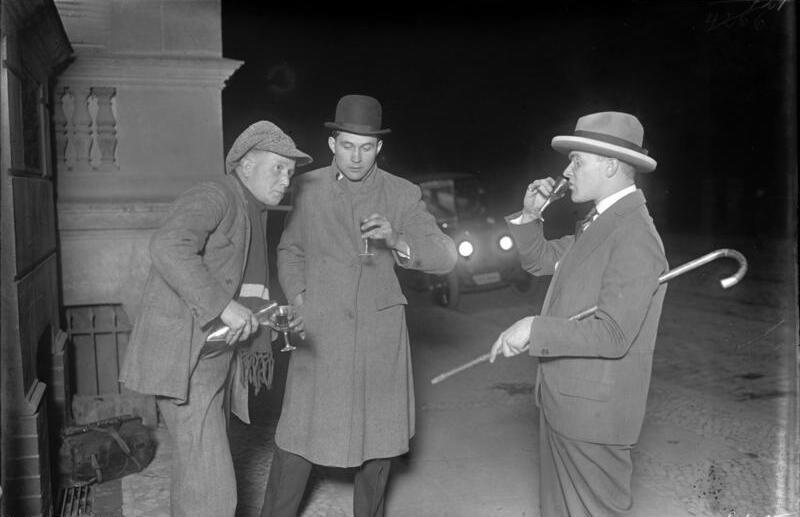
Um vendedor de bebidas alcoólicas após a hora de fechar na estrada. Sua atividade era ilegal e o licor, que custava uma marca por copo, muitas vezes era de origem duvidosa. O vendedor mudava constantemente de localização.

## Vida
Berlim dos anos 1920 era uma cidade de muitos contrastes sociais. Enquanto uma grande parte da população continuou a lutar contra o alto desemprego e privações após a Primeira Guerra Mundial, a classe alta da sociedade e uma classe média em crescimento, gradualmente redescobriram a prosperidade e transformaram Berlim em uma cidade cosmopolita.

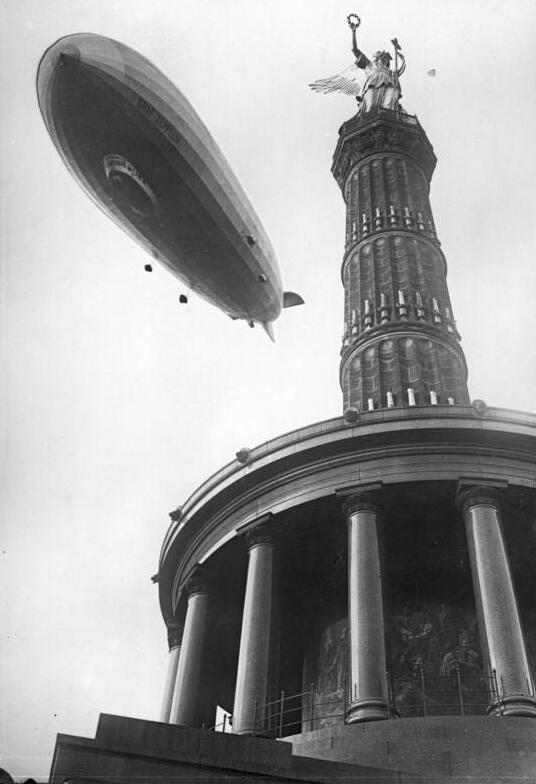
O Graf Zeppelin sobrevoa a Coluna da Vitória, 1928.
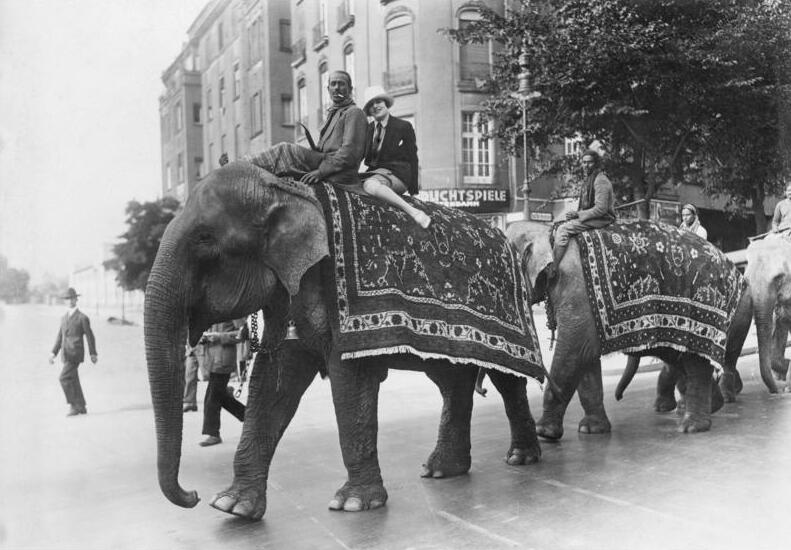
Um desfile de elefantes com treinadores indianos do show Hagenbeck, a caminho do Zoológico de Berlim, 1926.
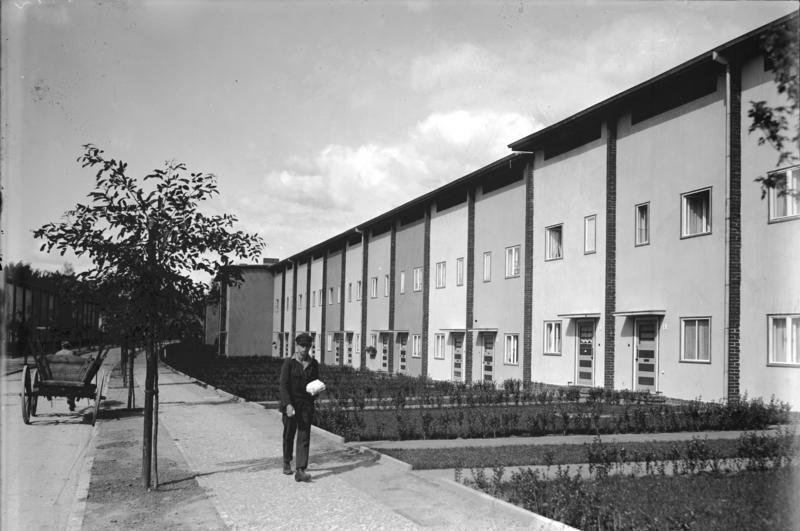
Um conjunto habitacional no estilo Neues Bauen (novo edifício) em Berlin-Zehlendorf, 1928.
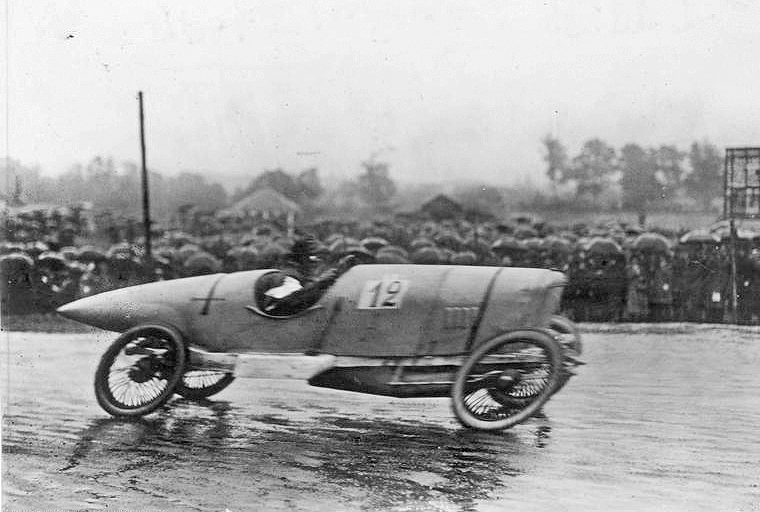
Uma autorennen de 1922 em Grunewald, Berlim.
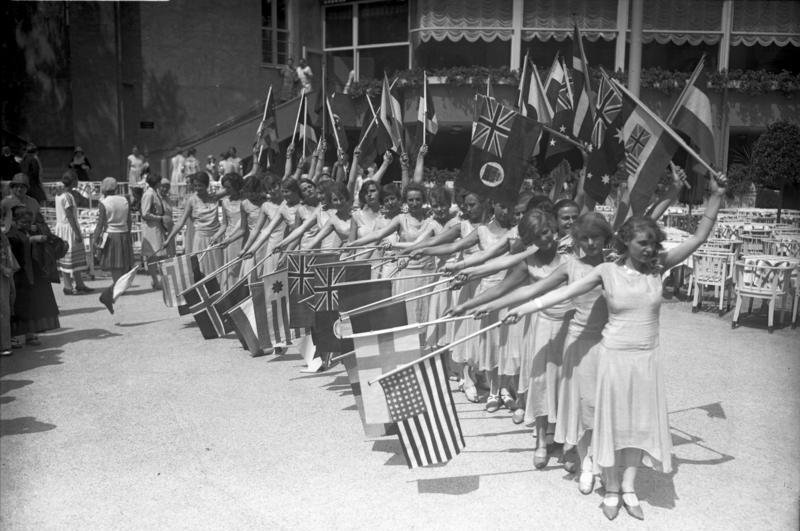
Congresso Internacional da União Feminina em Berlim, 1929.
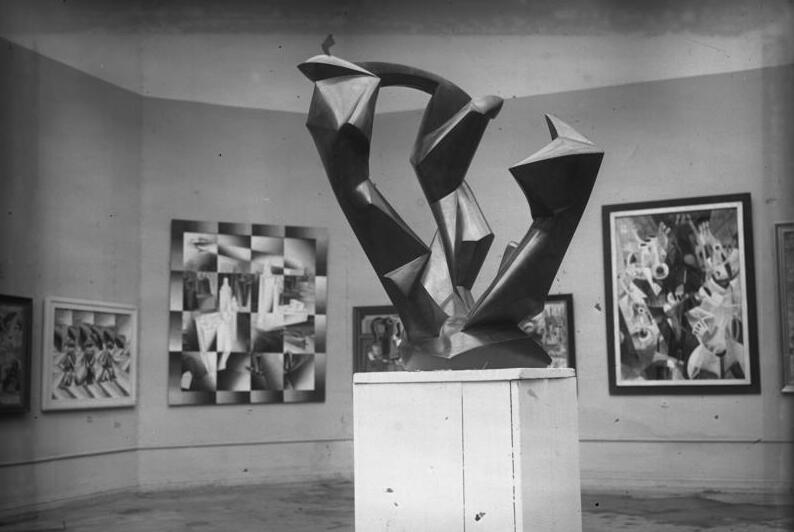
Uma escultura de Rudolf Belling em exposição, 1929.
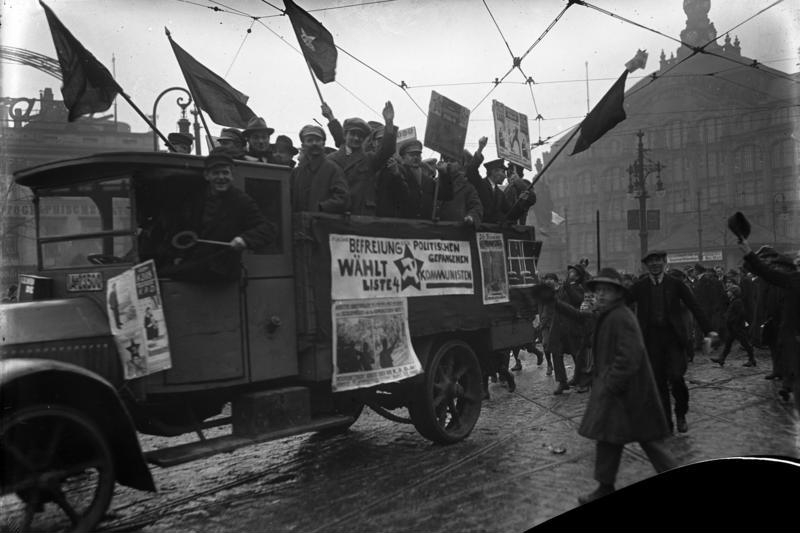
Campanhadores comunistas durante as eleições do Reichstag, 1924.
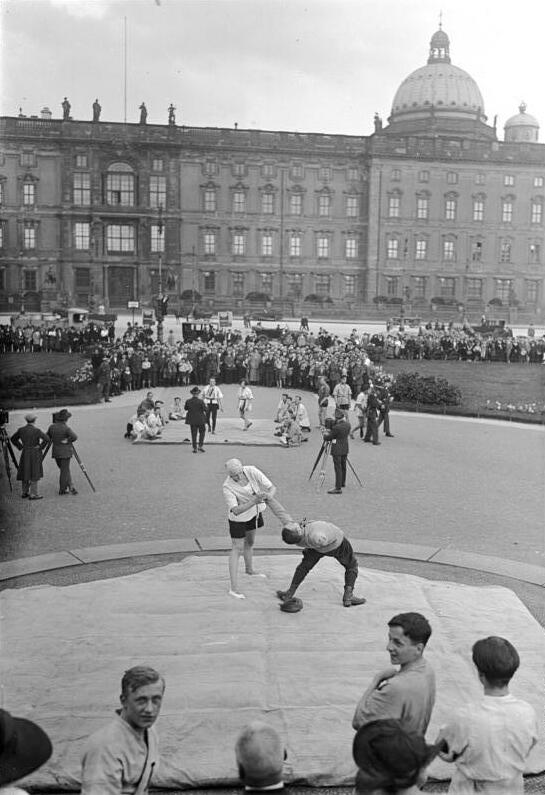
Uma exposição de boxe, jiu jitsu e outros esportes no Lustgarten, 1925.
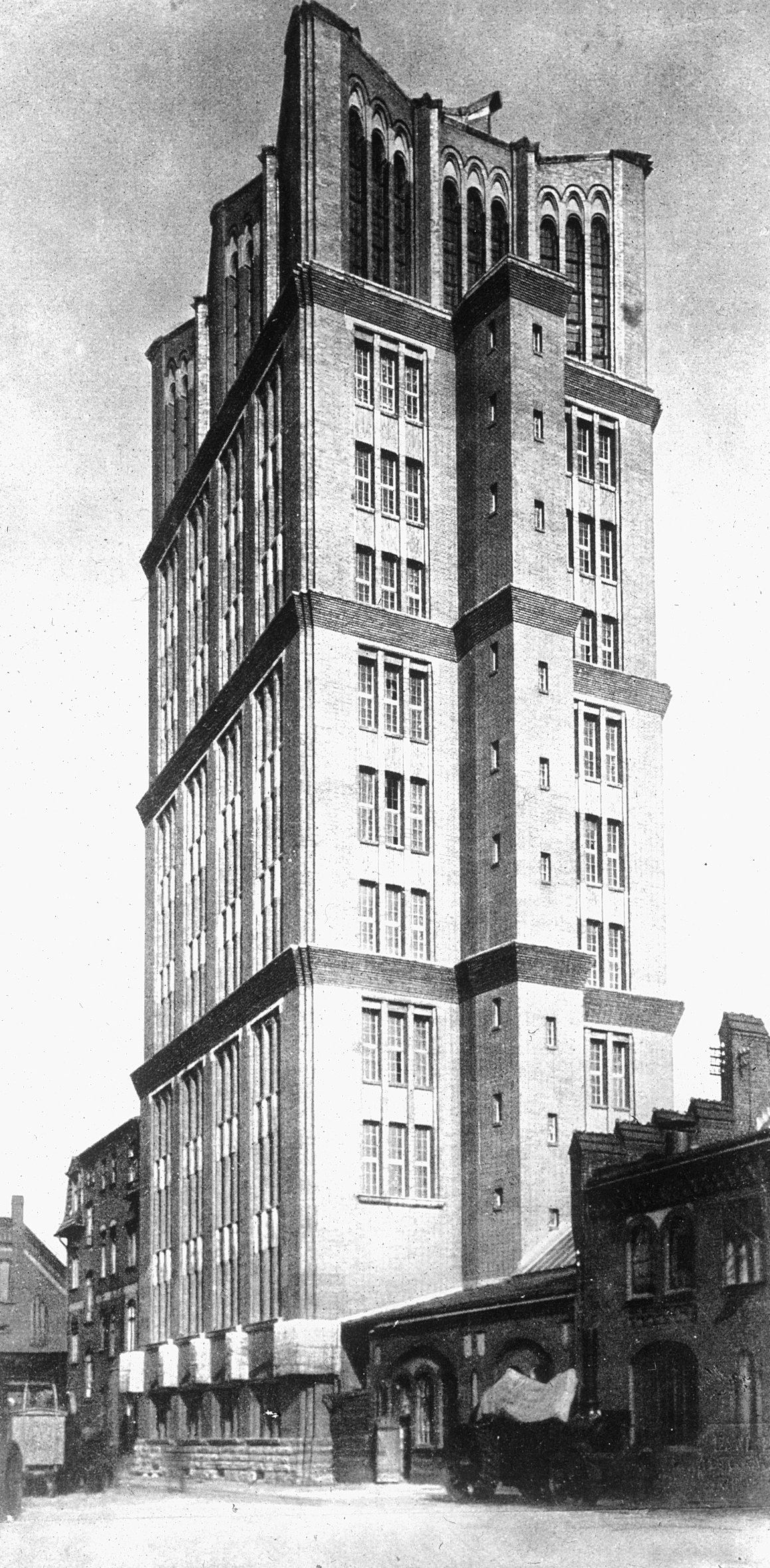
O Borsigturm (torre Borsig), um exemplo do expressionismo de tijolos (construído em 1922-1924).

## Cinema
O cinema na cultura de Weimar não se esquivou de temas polêmicos, mas os tratou explicitamente. Tagebuch einer Verlorenen (1929) dirigido por Georg Wilhelm Pabst e estrelado por Louise Brooks, lida com uma jovem que é expulsa de sua casa depois de ter um filho ilegítimo, e então é forçada a se prostituir para sobreviver. Essa tendência de lidar francamente com material provocativo no cinema começou logo após o fim da guerra. Em 1919, Richard Oswald dirigiu e lançou dois filmes, que geraram polêmica na imprensa e ação de vice-investigadores da polícia e censores do governo. A prostituição tratou de mulheres forçadas à "escravidão branca", enquanto Anders als die Andern tratou do conflito de um homem homossexual entre sua sexualidade e expectativas sociais. No final da década, material semelhante encontrou pouca ou nenhuma oposição quando foi lançado nos cinemas de Berlim. Sex in Chains (1928), de William Dieterle e Die Büchse der Pandora de Pabst (1929), tratam da homossexualidade entre homens e mulheres, respectivamente, e não foram censurados. A homossexualidade também esteve presente de forma mais tangencial em outros filmes do período.
Os seguintes filmes significativos sobre a Berlim dos anos 1920 mostram a metrópole entre 1920 e 1933:
- Dr. Mabuse the Gambler, 1922 - primeiro filme mudo sobre o persnagem Dr Mabuse dos romances de Norbert Jacques, dirigido por Fritz Lang
- The Last Laugh, 1924 - o idoso porteiro de um hotel em Berlim é rebaixado a atendente de banheiro, mas ri por último, por F.W. Murnau
- Die Verrufenen, 1925 - um engenheiro em Berlim é libertado da prisão, mas seu pai o expulsa, sua noiva o deixou e não há chance de encontrar trabalho. Dirigido por Gerhard Lamprecht.
- Die letzte Droschke von Berlin, 1926 - mostrando a vida de um velho cocheiro em Berlim que ainda dirigia o droshky na época em que o automóvel surgiu. Dirigido por Carl Boese.
- Die Stadt der Millionen, 1927 - primeiro documentário em longa duração e filme experimental sobre Berlim, seu povo e sua atitude perante a vida. Dirigido por Adolf Trotz.
- Berlin: Symphony of a Metropolis, 1927 - documentário expressionista sobre a Berlim da década de 1920, por Walter Ruttmann
- Zuflucht, 1928 - um homem solitário e cansado volta para casa depois de vários anos no exterior, vive com uma feirante em Berlim e começa a trabalhar para o Berlin U-Bahn. Dirigido por Carl Froelich.
- Asphalt, 1929 - o submundo de Berlim afeta a vida de um policial, film noir clássico de Joe May
- Mother Krause's Journey to Happiness, 1929 - retrata a crueldade da pobreza em Wedding e o comunismo como uma força de resgate que chega tarde demais a uma mãe e um filho. Dirigido por Phil Jutzi.
- Menschen am Sonntag, 1930 - visão de vanguarda da vida cotidiana em Berlim, roteiro de Billy Wilder e Curt Siodmak

Veja também: Lista dos filmes ambientados em Berlim